# Trachicephalus
Trachicephalus is een monotypisch geslacht van straalvinnige vissen uit de familie van steenvissen (Synanceiidae).

## Soort
- Trachicephalus uranoscopus (Bloch & Schneider, 1801)